# ESWC

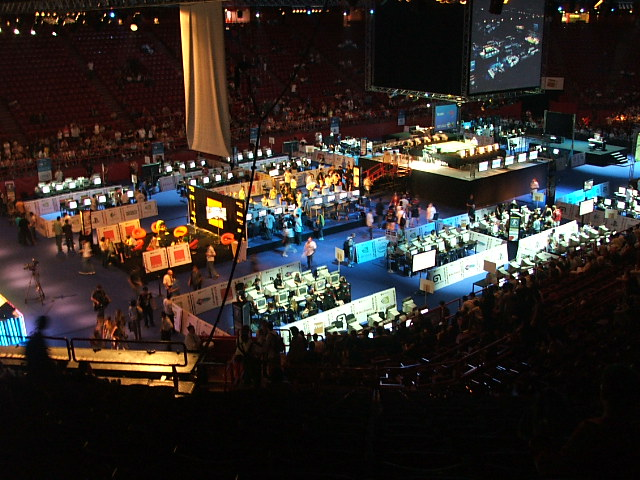
Final i ESWC 2006.

Electronic Sports World Cup, förkortat ESWC, är ett årligt mästerskap för olika grenar inom e-sport som arrangerats sedan 2003. Varumärket ESWC ägs av det franska företaget Games Solution sedan 2009 då de köpte ESWC av Games-Services (mellan 2003 och 2005 kallat Ligarena). ESWC har arrangerat turneringar i spelen Counter-Strike, Warcraft III: Reign of Chaos, Unreal Tournament 2003, Quake 3, Warcraft III: The Frozen Throne, Unreal Tournament 2004, Pro Evolution Soccer 3, Painkiller, Pro Evolution Soccer 4, Gran Turismo 4, Quake 4, Pro Evolution Soccer 5, Trackmania Nations, Pro Evolution Soccer 6, Dota, Starcraft: Brood War, Special Force, FIFA Online 2, FIFA 10, Need for Speed: Shift, Super Street Fighter IV, Guitar Hero 5, Starcraft II: Wings of Liberty, Counter-Strike: Source, Trackmania Forever, Dota 2 och FIFA 11.

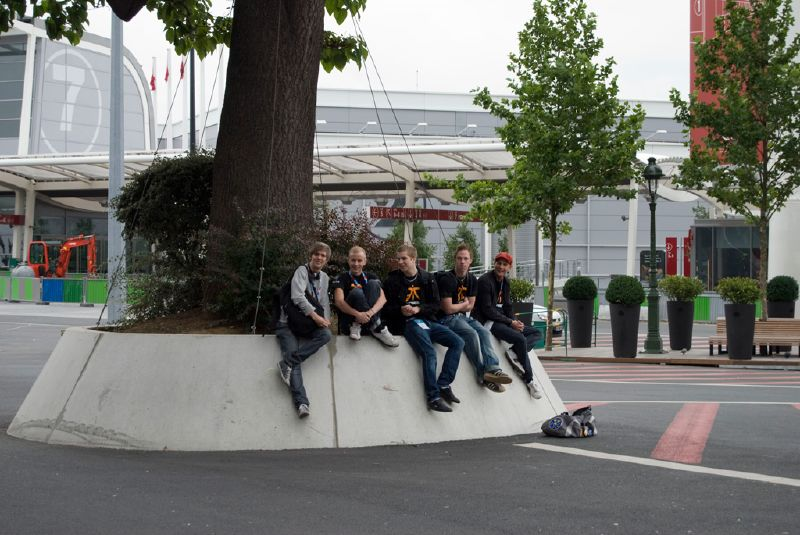
Svenska professionella datorspelare från Counter-Strike-klanen "fnatic" vid Electronic Sports World Cup 2007 i Paris, Frankrike. Spelarna på bilden är (från vänster) Harley "dsn" Örwall, Patrik "cArn" Sättermon, Patrik "f0rest" Lindberg, Oscar "Archi" Torgersen och Oskar "ins" Holm.